# Andreas Dahmke
Andreas Dahmke (* 1959) ist ein deutscher Geologe.
Dahmke studierte Geologie und Paläontologie an der Christian-Albrechts-Universität Kiel, an der er 1987 mit einer teilweise an der Bundesanstalt für Geowissenschaften und Rohstoffe angefertigten Dissertation über die Verwitterung von feldspatreichen glazialen Sedimenten promoviert wurde. 1994 wurde  er an der Universität Bremen in aquatischer Geochemie habilitiert und war danach Professor für Hydrogeologie an der Universität Stuttgart. 1998 wurde er Professor für Angewandte Geowissenschaften in Kiel.
2013 erhielt er den Karl-Heinrich-Heitfeld-Preis für Angewandte Geologie. In der Laudatio wurden wegweisende Arbeiten zur Grundwassersanierung (Bewertung und Entwicklung von Konzepten) und zur Erkundung und Überwachung von Grundwasser-Schadensfällen und Auswirkungen tiefer Kohlendioxidspeicherung auf das Grundwasser sowie Erkundungskonzepte für Energiespeicherung im flachen Grundwasser hervorgehoben. 1994 erhielt er den Hermann-Credner-Preis.